# Anna Kíkina
Anna Iurievna Kíkina (en rus, Анна Юрьевна Кикина; Novosibirsk, 27 d'agost de 1984) és una enginyera russa i cosmonauta instructora, seleccionada el 2012. És l'única dona astronauta en servei actiu a Roscosmos. El juny de 2020, Oleg Kononenko va dir que s'esperava que Kíkina volés en una missió de tardor de 2022 a l'Estació Espacial Internacional i realitzés una caminada espacial durant la missió. El setembre de 2021, RIA Novosti va informar que Kíkina havia estat assignada a la missió Soiuz MS-22, que es llançaria el 21 de setembre de 2022, per a una missió de 188 dies.
El desembre de 2021, el director general de Roscosmos, Dmitri Rogozin, va anunciar que volaria en una "nau espacial comercial americana" el setembre de 2022, mentre que un astronauta de la NASA ocuparia el seu seient a la Soiuz. D'aquesta manera, es va convertir en la primera persona cosmonauta de Rússia que va fer volar un Crew Dragon i en el primer astronauta de Roscosmos en volar a bord d'una nau espacial estatunidenca des del 2002. L'octubre de 2022, el vol comercial es va llançar com a SpaceX Crew-5.
Kikina es va graduar amb honors a l'Acadèmia Estatal de Transport Aquàtic de Novossibirsk.